# Donji Dragonožec
Donji Dragonožec (do roku 1890 Dragonožec Donji) je sídlo vesnického charakteru v Chorvatsku, které je součástí města Záhřeb. Nachází se asi 20 km jihozápadně od centra Záhřebu. Je jedním z odlehlých předměstí Záhřebu, ale zároveň i samostatnou vesnicí. V roce 2011 zde žilo celkem 577 obyvatel. Sousedí s vesnicí Gornji Dragonožec, s níž až do roku 1948 tvořila jedno sídlo Dragonožec.
Donji Dragonožec zahrnuje osady Bukvinjak, Cerje, Đurakov Breg, Gredina, Jezera, Ježišće, Jurinčev Breg, Krznarka, Markulinska Draga, Mikinov Breg, Okolica, Orešek, Petravići, Ribnjak, Romača, Romak a Šimerov Breg. Prochází zde župní silnice Ž1043, která propojuje Donji Dragonožec s Odranskim Obrežem.

## Sousední sídla
| Růžice kompasu |              | Odra              | Lukavec                | Růžice kompasu |
| Růžice kompasu | Donji Trpuci | Sever             | Markuševec Turopoljski | Růžice kompasu |
| Růžice kompasu | Donji Trpuci | Donji Dragonožec  | Markuševec Turopoljski | Růžice kompasu |
| Růžice kompasu | Donji Trpuci | Jih               | Markuševec Turopoljski | Růžice kompasu |
| Růžice kompasu |              | Gornji Dragonožec | Dubranec               | Růžice kompasu |